# Psyttalia fijiensis
Psyttalia fijiensis är en stekelart som först beskrevs av David Timmins Fullaway 1936. 
Psyttalia fijiensis ingår i släktet Psyttalia och familjen bracksteklar. Inga underarter finns listade i Catalogue of Life.